# 直接啓示
直接啓示（ちょくせつけいじ）とは、神からの直接の啓示を意味する神学用語。本項では特にプロテスタントにおける見解について述べる。
ジャン・カルヴァンの『キリスト教綱要』第一篇9章は、聖書を否定して直接啓示を求める立場を非難している。ウェストミンスター信仰告白第一章「聖書について」の1は昔の啓示方法は停止されたと告白している。
プロテスタント福音派では書かれた66巻の聖書の十分性、完結性が前提であり、特別啓示である聖書に直接啓示を付加する立場は否定される。新宗派（カルト）の特色として直接啓示の付加があるとされ、モルモン教、エホバの証人、統一協会、クリスチャン・サイエンスはキリスト教でないとみなされており、また、ローマ・カトリックの立場も否定される。